# Friedrich Gottfried von und zu Egloffstein
Friedrich Gottfried IV. Ernst Freiherr von und zu Egloffstein (* 24. Januar 1769 auf Burg Egloffstein; † 3. Januar 1848 in Eisenach, Thüringen) war ein sachsen-weimarischer Generalmajor, Kammerherr und Schlosshauptmann auf der Wartburg.

## Leben

### Herkunft
Friedrich Gottfried Ernst entstammte dem fränkischen Uradelsgeschlecht Egloffstein. Er war der Sohn des brandenburgischen Kämmerers Karl Ludwig Ernst Franz Freiherr von und zu Egloffstein (1734–1773) und dessen Ehefrau Sophie, geborene von Thüna (1742–1807). Er hatte vier Geschwister: drei Brüder und eine Schwester Henriette. Bruder August Karl (1771–1834) war ebenfalls Generalmajor.

### Militärkarriere
Egloffstein verlor seinen Vater frühzeitig. Er wurde von seiner Mutter und seinem Onkel, dem preußischen General August Wilhelm von Thüna (1721–1787), großgezogen. Er war sachsen-weimarischer Beamter und Militär, 1808 Landrat in Weimar und seit 1812 in Eisenach, 1814 Oberstleutnant und Platzkommandant, 1816 Generaladjutant und bis 1831 Landesdirektionsrat, 1824 Oberst, 1828 Schloßhauptmann, zuletzt Generalmajor.

## Familie
Friedrich Gottfried Ernst von und zu Egloffstein war zweimal verheiratet:
- ⚭ 1. Sibylla von Egloffstein (* 22. Januar 1764; † 2 oder 22. März 1797)
- ⚭ 2. Dorothea, geb. von Lenthe (* 29. Oktober 1775; † 1840) Aus dieser Ehe ging ein Sohn hervor:
  - Julius von und zu Egloffstein (* 8. Mai 1803 in Weimar; † 23. Dezember 1861 in Oldenburg), Oldenburgischer Generalleutnant